# 美国第一集团军群
美国第一集团军群（英語：First United States Army Group，FUSAG）是由美國陸軍在第二次世界大戰霸王行动之前建立的虛構部隊，是堅忍行動的一部分，任務是讓德國無法正確得知盟軍將在法國的何處登陸。
美国第一集团军群在1943年成立時是負責策劃入侵法國的部隊，由奧馬爾·布拉德利中將擔任指揮官，一直到1944年7月，奧馬爾·布拉德利和參謀人員才開始轉移到美国第十二集团军群。第一集团军群藉由杜撰不存在的戰鬥序列，假裝駐紮在英國多佛，使德軍相信盟軍主力會從加萊海峽入侵，另外為了更吸引德國軍方的注意，德懷特·D·艾森豪威爾上將任命當時鼎鼎大名但因為發生爭議而無法指揮作戰的喬治·巴頓中將擔任指揮官，並增加第一集团军群的表面規模，甚至使其比伯納德·蒙哥馬利上將領導的英国第21集团军群還要龐大。

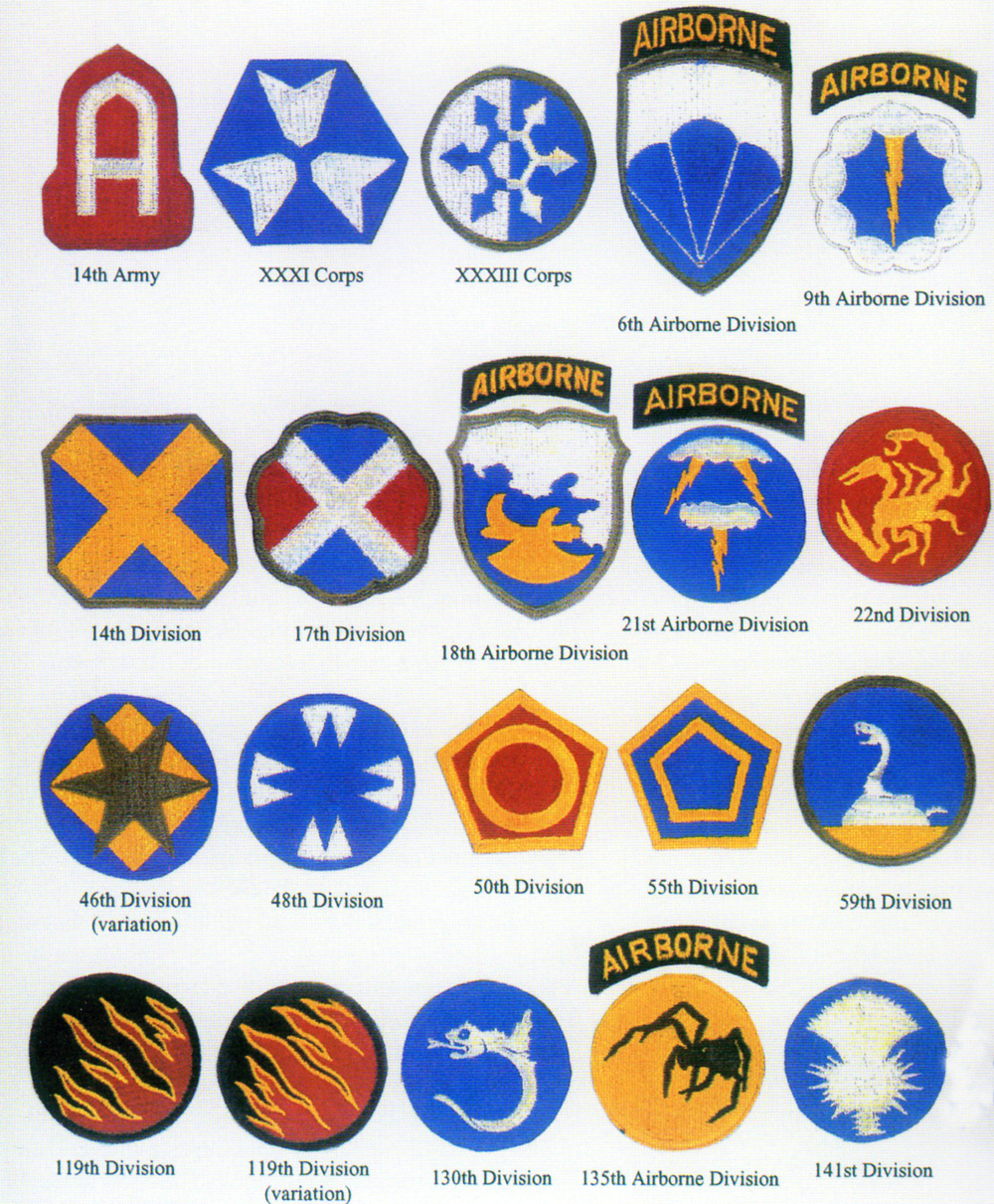
隸屬於美国第一集团军群的虛構部隊臂章。